# Guy Lemaire (animateur)
Pour les articles homonymes, voir Guy Lemaire (homonymie) et Lemaire.
Guy Lemaire (né le 14 juin 1954 à Liège) est une personnalité belge de la Radio-télévision belge de la Communauté française (RTBF), créateur de nombreuses émissions radiophoniques et télévisées. Chroniqueur de presse écrite, auteur, et chargé de cours dans l’enseignement supérieur, il est récompensé par de multiples distinctions professionnelles qui incluent le Grand prix de journalisme de la Communauté française de Belgique,.

## Biographie
Après avoir présenté à l'été 1978 sur la deuxième chaîne RTBF Bis, une émission pour une meilleure connaissance de la Wallonie intitulée « La semaine des quatre jeux » Guy Lemaire produit et anime de 1981 à 2015 l’émission Télétourisme et En Voyage. Il produit aussi de 1998 à 2015 le magazine agricole La Clef des Champs animé par Philippe Soreil.
Précédemment[Quand ?], Guy a collaboré dans de notables émissions comme Autovision, Jardins & Loisirs, Tour de Chance, Escapade gourmande, Bons Baisers de chez Nous, et Ici et ailleurs. Il a par ailleurs été rédacteur en chef francophone d’Ambiance (le 1er mensuel gastronomique belge). Il a été chargé de cours pendant quinze ans dans l’enseignement supérieur à l’IHECS, à la Haute École Charlemagne et au Centre de formation des Classes Moyennes, Château Massart. Ancien président de l’APJT (Association Professionnelle des Journalistes de Tourisme de Belgique), Guy Lemaire est actuellement l’administrateur-délégué de l’association sans but lucratif Djazans Wallon.
Depuis 2015, il est un des « experts » de l'émission Les Ambassadeurs présentée par Armelle Gysen.
Il est à rappeler que Guy Lemaire a tenu un rôle dramatique, tournée en wallon, pour la télévision et diffusée à la fin des années '70, à la RTBF et intitulée « La Porte de Fer — Li Pwète di fiè* » (*désolé pour l'orthographe).

## Distinctions
- Citoyen d'honneur de Liège (2018)[6]